# Doctrine
Een doctrine (Latijn: doctrina "onderricht", "onderwijs", naast "leer", "kunst") is een leerstelling of verzameling leerstellingen, of een systeem van meningen en verklaringen, dat (meestal) aanspraak maakt op algemene geldigheid.
Doctrines vormen vaak een samenhangende en afgeronde verzameling van ideeën over de samenleving, in de vorm van een ideologie. Dit kan op religieus of militair gebied zijn, maar bijvoorbeeld ook binnen het recht.
Als een bepaalde opvatting door meerdere auteurs gedeeld wordt, wordt de aanname dat deze opvatting juist is, steeds groter. Hiermee wordt de doctrine sterker, zonder dat er sprake hoeft te zijn van een wetenschappelijke of empirische onderbouwing. Het empirisme is overigens op zichzelf ook een doctrine.
Iemand die doctrinair is, houdt zich zeer streng aan een leerstelling of leer. Door het woord indoctrinatie heeft doctrine soms een negatieve connotatie gekregen.

## Recht
Binnen het recht wordt doctrine gebruikt in tegenstelling tot rechtspraak en jurisprudentie. Er wordt bijvoorbeeld van een doctrine gesproken als door middel van een bepaalde uitspraak door een rechter of jurisprudentie iemand in een artikel of boek bepaalde conclusies trekt aan de hand van die uitspraak. De auteur kan zich echter ook baseren op andere artikelen. Een doctrine kan vervolgens weer de basis zijn voor rechtspraak. In het recht wordt de doctrine ook wel rechtsleer genoemd.

### Internationaal recht
Doctrine (binnen het internationale recht) wordt genoemd als subsidiaire rechtsbron in artikel 38 van het Statuut van het Internationaal Gerechtshof. Doctrine wordt hier beschreven als de opvattingen van de meest bevoegde schrijvers der verschillende naties. Strikt genomen bindt de doctrine rechtssubjecten in het internationale recht niet. Echter, wanneer een gezaghebbend orgaan (zoals het Internationaal Gerechtshof) een rechtsregel in een bepaalde zin uitlegt en daarbij gebruikmaakt van een specifieke doctrine, zal het effect niet beperkt blijven tot die partijen. Overige staten zullen namelijk de neiging hebben zich overeenkomstig de gegeven uitleg (door bijvoorbeeld het Internationaal Gerechtshof) te gedragen.
Een doctrine is in het internationaal recht een in de literatuur beschreven leerstuk of uitleg, waarop vervolgens een beroep wordt gedaan door een partij in een geschil. De diverse publicaties van de Commissie voor Internationaal Recht worden doorgaans gezien als een voorbeeld van doctrine in het internationaal recht.

## Religie
Binnen religies is een doctrine een leerstelling in het algemeen. Het verschil met een dogma is dat deze laatste officieel moet worden vastgesteld door de Kerk, zoals in de Rooms-Katholieke Kerk door een zogenoemd 'buitengewoon magisterium' (zoals een concilie).

## Militair
Ook binnen het leger wordt de term doctrine gebruikt. Zo moet volgens de (militaire) NAVO-doctrines de vijand geneutraliseerd worden, maar mag deze bijvoorbeeld niet vernederd worden.
Ook enkele beschrijvingen die Niccolò Machiavelli in De vorst (Il Principe) geeft, kunnen de facto als militaire doctrines beschouwd worden, omdat deze bijvoorbeeld door Napoleon en Stalin in de praktijk zijn gebracht.

## Politiek
In de politiek wordt doctrine opgevat als de politieke beleidslijn van de regering. Deze wordt eenzijdig afgekondigd en heeft dus geen volksrechterlijke betekenis.
In het Oostblok was er sprake van 'staatsdoctrines' op het gebied van buitenlandse politiek, zoals de Breznjev-doctrine.
In de Verenigde Staten hebben diverse presidenten hun eigen doctrines uitgeschreven voor de buitenlandse politiek:
- Monroedoctrine - Amerika moet vrij zijn van toekomstige Europese inmenging
- Trumandoctrine
- Eisenhowerdoctrine
- Kennedydoctrine - De VS zijn tegen iedere Latijns-Amerikaanse communistische regering
- Johnsondoctrine
- Nixondoctrine
- Sinatradoctrine
- Carterdoctrine
- Reagandoctrine
- Clintondoctrine - De beste manier om stabiliteit te handhaven in grote gebieden met Amerikaanse belangen, is instabiliteit in kleine gebieden tegen te gaan, voordat de conflicten zich uitbreiden
- Bushdoctrine (George W.) - Als er bewijzen zijn die suggereren dat een land of terroristische organisatie Amerikaanse eigendommen zal gaan aanvallen, heeft de VS het recht tot een pre-emptive first strike.